# Region graniczny Tank
Region graniczny Tank (paszto: ټانک سرحدي سيمه) – region graniczny w zachodnim Pakistanie na obszarze Terytoriów Plemiennych Administrowanych Federalnie. W 1998 roku liczył 27 216 mieszkańców.